# 셔틀루프
셔틀루프(Shuttle Loop)는 이기홍, 성진산, 조수홍으로 구성된 대한민국의 록 밴드로 2005년 9월에 결성되어 현재까지 활동중이다.
2005년 12월 결성된 셔틀루프는 3인조 팝 펑크 밴드로 시작하여 2007년 5인조 체제를 갖추었다. 2008년 사피엔스 7 엔터테인먼트, 쥬신 프로덕션과 계약하며 4곡이 수록된 《How Are You Today》를 발매했다. 네바다51, 코인록커보이즈 등의 게스트를 초청한 단독공연 이후, 정기적인 주말공연과 굵직한 행사에 참여하며 활동을 이어갔다.
2009년 일부 멤버들의 군입대로 활동을 쉬면서, 남은 멤버들이 두 번째 음반 발매를 준비했다. 소속사의 도움 없이 그들 스스로 발매한 《Time is Not》은 이후 밴드의 작업방식에 크게 영향을 미쳤다. 코인록커보이즈와 세임올드스토리가 게스트로 참여한 단독공연 후 밴드는 다시 긴 휴식을 갖게 되었다.
2014년에 새 음반에 대한 논의가 시작되었고, 한국과 캐나다에서 온라인으로 작업물을 주고 받으며 1년간의 긴 작업 끝에 정규 음반 《The Anchor》를 발매하였다. 소속사에서 탈퇴하여 녹음과 믹스, 마스터링, 디자인, 홈페이지, 뮤직비디오까지 모두 스스로 작업한 이 음반은 그들의 인디 정신을 가장 잘 보여주는 음반일 것이다.

## 구성원
- 성진산 - 기타, 드럼, 보컬, 키보드, 오케스트레이션, 아트디렉터, 디자이너, 비디오디렉터
- 이기홍 - 보컬, 신디사이저
- 조수홍 - 베이스, 보컬, 키보드, 신디사이저, 오디오 엔지니어

### 전 구성원
- 안현모 - 드럼
- 임상규 - 드럼
- 박주현 - 기타, 보컬

## 음반 목록

### 정규 음반
- 《The Anchor》 (2015년)

### 비정규 음반
- 《How Are You Today》 (2008년)
- 《Time is Not》 (2010년)

### 컴필레이션 음반
- 《Jusin Productions 10th Anniversary》 (2011년)